# Amphibiocapillaria combesi
Espèce
Synonymes
- Capillaria combesi Chabaud & Knoepffler, 1985 (protonyme)

Amphibiocapillaria combesi est une espèce de nématodes de la famille des Capillariidae.

## Hôtes
Amphibiocapillaria combesi parasite la paroi intestinale de l'Euprocte corse (Euproctus montanus),.

## Répartition
Amphibiocapillaria combesi est connu d'hôtes récoltés dans la forêt de Valdu Niellu, en Corse.

## Taxinomie

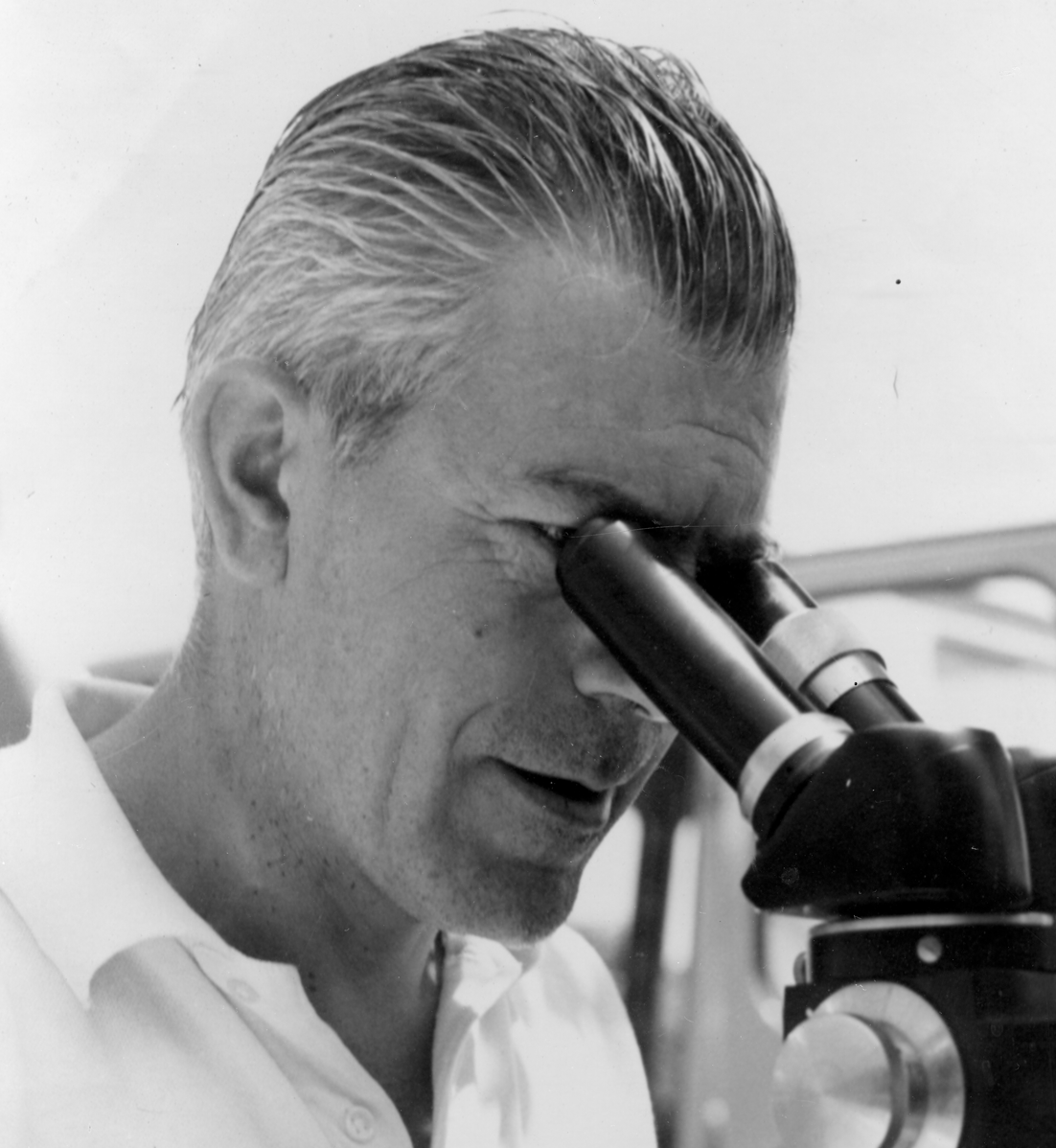
Le parasitologiste Alain Chabaud est l'un des deux descripteurs de l'espèce.

L'espèce est décrite en 1985 par les parasitologistes français Alain G. Chabaud et Louis-Philippe Knoepffler, sous le protonyme Capillaria combesi. La dénomination spécifique, combesi, indique que l'espèce est dédiée à Claude Combes, qui a découvert les spécimens étudiés. En 1990, le parasitologiste tchèque František Moravec déplace l'espèce dans son genre actuel, Amphibiocapillaria.